# Irpicaceae
Irpicaceae Spirin & Zmitr. – rodzina grzybów należąca do rzędu żagwiowców (Polyporales).

## Charakterystyka
Grzyby poliporoidalne lub kortycjoidalne powodujące białą zgniliznę drewna (wyjątek stanowi Leptoporus powodujący brunatną zgniliznę drewna). System strzępkowy monomityczny, strzępki bez sprzążek. Zarodniki cienkościenne, gładkie, szkliste. Cystyd często brak.

## Systematyka
Pozycja w klasyfikacji według Index Fungorum: Irpicaceae, Polyporales, Incertae sedis, Agaricomycetes, Agaricomycotina, Basidiomycota, Fungi.
Według Index Fungorum bazującego na Dictionary of the Fungi do rodziny Irpicaceae należą rodzaje:
- Byssomerulius Parmasto 1967 – włókniczek
- Ceriporia Donk 1933 – woszczynka
- Crystallicutis El-Gharabawy, Leal-Dutra & G.W. Griff.
- Efibula Sheng H. Wu 1990
- Emmia Zmitr., Spirin & Malysheva 2006
- Gloeoporus Mont. 1842 – klejoporek
- Hydnopolyporus D.A. Reid 1962
- Irpex Fr. 1825 – porokolczak
- Leptoporus Quél. 1886 – małoporek
- Meruliopsis Bondartsev 1959
- Raduliporus Spirin & Zmitr. 2006
- Resiniporus Zmitr. 2018
- Trametopsis Tomšovský 2008
- Vitreoporus Zmitr. 2018

Nazwy polskie według W. Wojewody.